# Tomocyrba barbata
Tomocyrba barbata là một loài nhện trong họ Salticidae.
Loài này thuộc chi Tomocyrba. Tomocyrba barbata được Eugène Simon miêu tả năm 1900.